# Top 14
Die Top 14 ist die höchste Spielklasse der Männer im französischen Rugby Union. Sie wurde zur Saison 2001/02 unter dem Namen Top 16 eingeführt und ersetzte die bisherige oberste französische Rugby-Union-Liga. Sie ist eine Profiliga und wird von der Ligue nationale de rugby organisiert (im Auftrag des französischen Sportministeriums und des französischen Rugbyverbandes Fédération française de rugby). Beteiligt sind 14 Mannschaften, vor der Saison 2004/05 waren es noch 16 (daher auch der frühere Name Top 16).

## Überblick

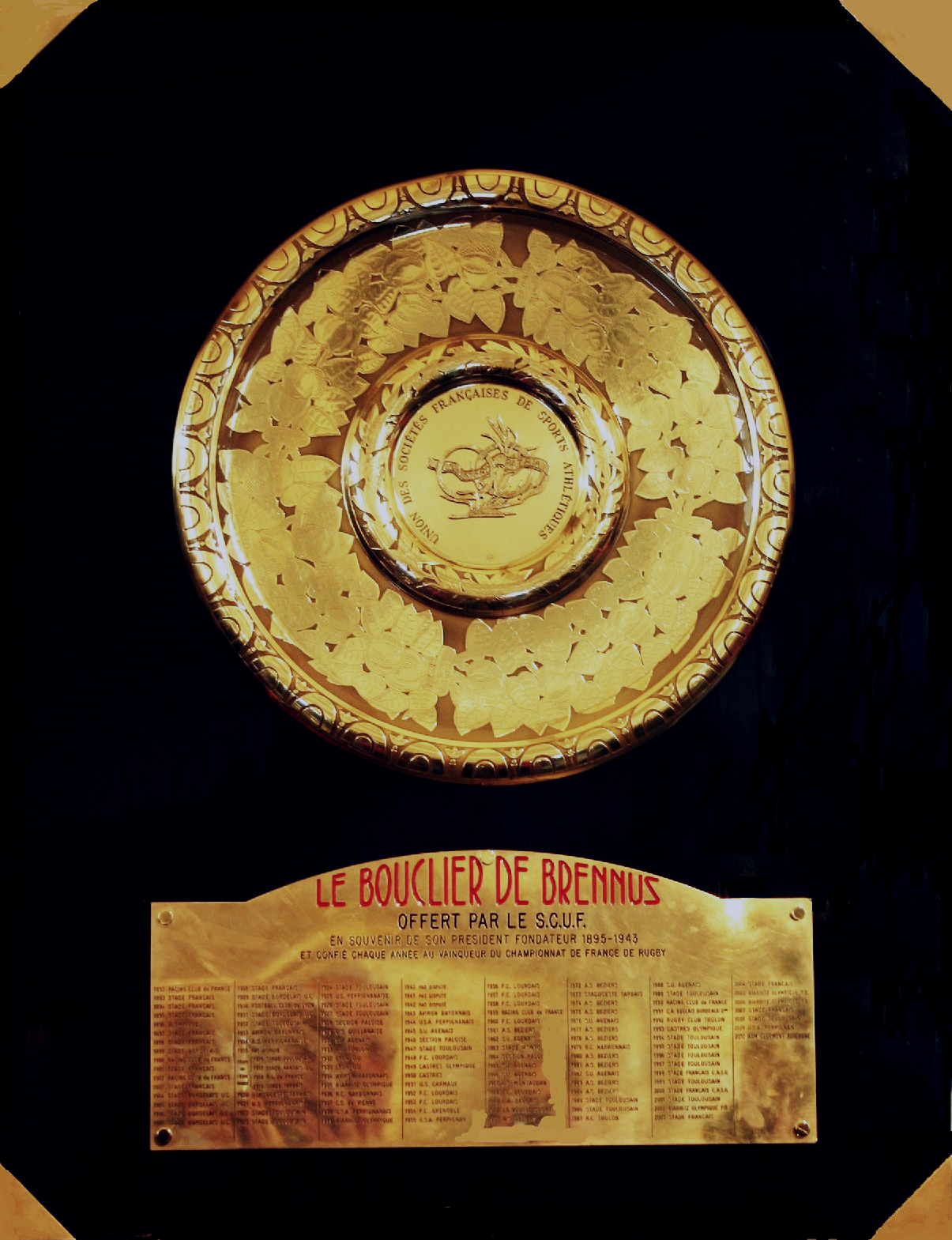
Der Bouclier de Brennus, die Trophäe der Top 14

In der Top 14 werden im Ligasystem, bei dem jeder Verein in Hin- und Rückspielen gegen jeden anderen Verein antritt, die sechs Teilnehmer der Play-offs ausgespielt, die auch die sechs französischen Teilnehmer des höchsten Europapokalwettbewerbes European Rugby Champions Cup bilden. Der französische Rugbymeister wird am Ende der regulären Spielzeit durch die Play-offs ermittelt. Alle anderen acht Mannschaften, die sich nicht für den Heineken Cup qualifizieren konnten, nehmen automatisch am zweiten Europapokalwettbewerb namens EPCR Challenge Cup teil. Die letzten zwei Mannschaften steigen am Ende der Saison in die Pro D2 ab, die seit 2000 die zweithöchste Spielklasse unterhalb der Top 14 bildet.
Die erste französische Meisterschaft wurde 1892 ausgetragen; dabei siegte der Racing Club de France gegen Stade Français. Über ein Jahrhundert später sind diese beiden Pariser Mannschaften die einzigen aus dem Norden des Landes, die in einer Profiliga spielen, Stade Français und Racing 92, der 2001 aus einer Fusion entstandene Nachfolger des Racing Club. Alle anderen stammen aus dem Süden, wobei der Südwesten klar überwiegt.
Traditionell war die ehemalige erste französische Liga sowie auch noch die Top 16 bis 2004 mehrgleisig mit bis zu vier Gruppen und bestand aus mehreren Phasen. Bei der Top 16 wurden die Mannschaften in zwei Gruppen mit je acht Mannschaften eingeteilt. Es folgte eine zweite Phase, in der die vier Besten jeder Gruppe um den Einzug in das Halbfinale spielten, die vier schlechter klassierten jeder Gruppe gegen den Abstieg. In der Saison 2004/05 wurde die Liga eingleisig.
Ende der Saison tragen die sechs besten Mannschaften eine Zusatzrunde um den Meistertitel aus. Hierbei spielt der Drittplatzierte nach der Hauptrunde gegen den Fünftplatzierten sowie der Viertplatzierte gegen den Sechstplatzierten, wobei die besser platzierte Mannschaft Heimrecht genießt. Die Erst- und Zweitplatzierten erhalten ein Freilos. Im Halbfinale trifft der Erstplatzierte auf einen Gewinner eines „Viertelfinales“, der nach der Hauptrunde schlechter platziert war als der zweite Gewinner eines „Viertelfinales“. Dieser spielt gegen den Zweitplatzierten. Die Halbfinalspiele finden auf neutralem Boden statt. Die beiden Sieger bestreiten das Finale.
Die Meistertrophäe ist der Bouclier de Brennus. Bis 1973 fand das Meisterschaftsfinale an wechselnden Orten statt, danach bis 1997 im Parc des Princes in Paris, seither im Stade de France in Saint-Denis. Am Ende einer Saison steigen die zwei schlechtesten Mannschaften ab, während die zwei besten der Rugby Pro D2 aufsteigen.
Der Zuschauerrekord für ein Spiel der Top 14 ist 79.619, aufgestellt am 14. Oktober 2006 im Stade de France bei einem Spiel zwischen Stade Français und Biarritz Olympique. Dies ist rund 20.000 mehr als in jeder anderen Meisterschaft, inklusive der Ligue 1 im Fußball. Rekordmeister ist Stade Toulousain aus Toulouse mit insgesamt 22 Meistertiteln.

## Mannschaften
Die folgenden vierzehn Mannschaften spielen in der Saison 2024/25 in der Top 14:
| Mannschaft                   | Stadion                | Plätze | Stadt/Département              |
| ---------------------------- | ---------------------- | ------ | ------------------------------ |
| Aviron Bayonnais             | Stade Jean-Dauger      | 14.537 | Bayonne, Pyrénées-Atlantiques  |
| Union Bordeaux Bègles        | Stade Chaban-Delmas    | 34.635 | Bordeaux, Gironde              |
| Castres Olympique            | Stade Pierre-Fabre     | 11.778 | Castres, Tarn                  |
| ASM Clermont Auvergne        | Stade Marcel-Michelin  | 19.357 | Clermont-Ferrand, Puy-de-Dôme  |
| Lyon Olympique Universitaire | Matmut Stadium Gerland | 35.052 | Lyon, Métropole de Lyon        |
| US Montauban                 | Stade Sapiac           | 09.200 | Montauban, Tarn-et-Garonne     |
| Montpellier Hérault Rugby    | GGL Stadium            | 14.392 | Montpellier, Hérault           |
| Section Paloise              | Stade du Hameau        | 14.999 | Pau, Pyrénées-Atlantiques      |
| Stade Français               | Stade Jean-Bouin       | 19.607 | Paris                          |
| USA Perpignan                | Stade Aimé-Giral       | 14.232 | Perpignan, Pyrénées-Orientales |
| Racing 92                    | Paris La Défense Arena | 30.680 | Nanterre, Hauts-de-Seine       |
| Stade Rochelais              | Stade Marcel-Deflandre | 16.689 | La Rochelle, Charente-Maritime |
| RC Toulon                    | Stade Mayol            | 16.437 | Toulon, Var                    |
| Stade Toulousain             | Stade Ernest-Wallon    | 18.784 | Toulouse, Haute-Garonne        |

## Meister

### Alle Finalspiele
| Saison | Datum          | Meister                                                       | 2. Finalist                                                   | Ergebnis                                                      | Ort                                                           | Zuschauer                                                     |
| --- | -------------- | ------------------------------------------------------------- | ------------------------------------------------------------- | ------------------------------------------------------------- | ------------------------------------------------------------- | ------------------------------------------------------------- |
| 1892 | 20. März 1892  | Racing Club de France                                         | Stade Français Paris                                          | 4:3                                                           | Bagatelle, Paris                                              | 2.000                                                         |
| 1892/93 | 19. Juni 1893  | Stade Français Paris                                          | Racing Club de France                                         | 7:3                                                           | Bécon-les-Bruyères, Courbevoie                                | 1.200                                                         |
| 1893/94 | 18. März 1894  | Stade Français Paris                                          | Inter-Nos                                                     | 18:0                                                          | Bécon-les-Bruyères, Courbevoie                                | 1.500                                                         |
| 1894/95 | 17. März 1895  | Stade Français Paris                                          | Olympique de Paris                                            | 16:0                                                          | Vélodrome, Courbevoie                                         | -                                                             |
| 1895/96 | 5. April 1896  | Olympique de Paris                                            | Stade Français Paris                                          | 12:0                                                          | Vélodrome, Courbevoie                                         | -                                                             |
| 1896/97 | [ 2 ]          | Stade Français Paris                                          | Olympique de Paris                                            | -                                                             | -                                                             | -                                                             |
| 1897/98 | [ 3 ]          | Racing Club de France                                         | Stade Français Paris                                          | -                                                             | -                                                             | -                                                             |
| 1898/99 | 30. April 1899 | Stade Bordelais                                               | Stade Français Paris                                          | 5:3                                                           | Route du Médoc, Le Bouscat                                    | 3.000                                                         |
| 1899/1900 | 22. April 1900 | Racing Club de France                                         | Stade Bordelais                                               | 37:3                                                          | Levallois-Perret                                              | 1.500                                                         |
| 1900/01 | 31. März 1901  | Stade Français Paris                                          | Stade Bordelais                                               | 0:3                                                           | Route du Médoc, Le Bouscat                                    | -                                                             |
| 1901/02 | 23. März 1902  | Racing Club de France                                         | Stade Bordelais                                               | 6:0                                                           | Parc des Princes, Paris                                       | 1.000                                                         |
| 1902/03 | 26. April 1903 | Stade Français Paris                                          | SOE Toulouse                                                  | 16:8                                                          | Prairie des Filtres, Toulouse                                 | 5.000                                                         |
| 1903/04 | 27. März 1904  | Stade Bordelais                                               | Stade Français Paris                                          | 3:0                                                           | La Faisanderie, Saint-Cloud                                   | 2.000                                                         |
| 1904/05 | 16. April 1905 | Stade Bordelais                                               | Stade Français Paris                                          | 12:3                                                          | Route du Médoc, Le Bouscat                                    | 6.000                                                         |
| 1905/06 | 8. April 1906  | Stade Bordelais                                               | Stade Français Paris                                          | 9:0                                                           | Parc des Princes, Paris                                       | 4.000                                                         |
| 1906/07 | 24. März 1907  | Stade Bordelais                                               | Stade Français Paris                                          | 14:3                                                          | Route du Médoc, Le Bouscat                                    | 12.000                                                        |
| 1907/08 | 5. April 1908  | Stade Français Paris                                          | Stade Bordelais                                               | 16:3                                                          | Stade Yves-du-Manoir, Colombes                                | 10.000                                                        |
| 1908/09 | 4. April 1909  | Stade Bordelais                                               | Stade Toulousain                                              | 17:0                                                          | Stade des Ponts Jumeaux, Toulouse                             | 15.000                                                        |
| 1909/10 | 17. April 1910 | FC Lyon                                                       | Stade Bordelais                                               | 13:8                                                          | Parc des Princes, Paris                                       | 8.000                                                         |
| 1910/11 | 8. April 1911  | Stade Bordelais                                               | SCUF                                                          | 14:0                                                          | Route du Médoc, Le Bouscat                                    | 12.000                                                        |
| 1911/12 | 31. März 1912  | Stade Toulousain                                              | Racing Club de France                                         | 8:6                                                           | Stade des Ponts Jumeaux, Toulouse                             | 15.000                                                        |
| 1912/13 | 20. April 1913 | Aviron Bayonnais                                              | SCUF                                                          | 31:8                                                          | Stade Yves-du-Manoir, Colombes                                | 20.000                                                        |
| 1913/14 | 3. Mai 1914    | USA Perpignan                                                 | Stadoceste Tarbais                                            | 8:7                                                           | Stade des Ponts Jumeaux, Toulouse                             | 15.000                                                        |
| 1915–1919 keine Meisterschaft wegen des Ersten Weltkriegs, stattdessen wurde um den Coupe de l'Espérance gespielt. |                |                                                               |                                                               |                                                               |                                                               |                                                               |
| 1919/20 | 25. April 1920 | Stadoceste Tarbais                                            | Racing Club de France                                         | 8:3                                                           | Route du Médoc, Le Bouscat                                    | 20.000                                                        |
| 1920/21 | 27. April 1921 | USA Perpignan                                                 | Stade Toulousain                                              | 5:0                                                           | Parc des Sports de Sauclières, Béziers                        | 20.000                                                        |
| 1921/22 | 23. April 1922 | Stade Toulousain                                              | Aviron Bayonnais                                              | 6:0                                                           | Route du Médoc, Le Bouscat                                    | 20.000                                                        |
| 1922/23 | 13. Mai 1923   | Stade Toulousain                                              | Aviron Bayonnais                                              | 3:0                                                           | Stade Yves-du-Manoir, Colombes                                | 15.000                                                        |
| 1923/24 | 27. April 1924 | Stade Toulousain                                              | USA Perpignan                                                 | 3:0                                                           | Parc Lescure, Bordeaux                                        | 20.000                                                        |
| 1924/25 | 3. Mai 1925    | USA Perpignan                                                 | US Carcassonne                                                | 5:0                                                           | Maraussan, Narbonne                                           | 20.000                                                        |
| 1925/26 | 2. Mai 1926    | Stade Toulousain                                              | USA Perpignan                                                 | 11:0                                                          | Parc Lescure, Bordeaux                                        | 25.000                                                        |
| 1926/27 | 29. April 1927 | Stade Toulousain                                              | Stade Français Paris                                          | 19:9                                                          | Stade des Ponts Jumeaux, Toulouse                             | 20.000                                                        |
| 1927/28 | 6. Mai 1928    | Section Paloise                                               | US Quillan                                                    | 6:4                                                           | Stade des Ponts Jumeaux, Toulouse                             | 20.000                                                        |
| 1928/29 | 19. Mai 1929   | US Quillan                                                    | FC Lézignan                                                   | 11:8                                                          | Stade des Ponts Jumeaux, Toulouse                             | 20.000                                                        |
| 1929/30 | 18. Mai 1930   | SU Agen                                                       | US Quillan                                                    | 4:0 n. V.                                                     | Parc Lescure, Bordeaux                                        | 28.000                                                        |
| 1930/31 | 10. Mai 1931   | RC Toulon                                                     | Lyon OU                                                       | 6:3                                                           | Parc Lescure, Bordeaux                                        | 10.000                                                        |
| 1931/32 | 5. Mai 1932    | Lyon OU                                                       | RC Narbonne                                                   | 9:3                                                           | Parc Lescure, Bordeaux                                        | 13.000                                                        |
| 1932/33 | 7. Mai 1933    | Lyon OU                                                       | RC Narbonne                                                   | 10:3                                                          | Parc Lescure, Bordeaux                                        | 15.000                                                        |
| 1933/34 | 13. Mai 1934   | Aviron Bayonnais                                              | Biarritz Olympique                                            | 13:8                                                          | Stade des Ponts Jumeaux, Toulouse                             | 18.000                                                        |
| 1934/35 | 12. Mai 1935   | Biarritz Olympique                                            | USA Perpignan                                                 | 3:0                                                           | Stade des Ponts Jumeaux, Toulouse                             | 23.000                                                        |
| 1935/36 | 10. Mai 1936   | RC Narbonne                                                   | AS Montferrand                                                | 6:3                                                           | Stade des Ponts Jumeaux, Toulouse                             | 25.000                                                        |
| 1936/37 | 2. Mai 1937    | CS Vienne                                                     | AS Montferrand                                                | 13:7                                                          | Stade des Ponts Jumeaux, Toulouse                             | 17.000                                                        |
| 1937/38 | 8. Mai 1938    | USA Perpignan                                                 | Biarritz Olympique                                            | 11:6                                                          | Stade des Ponts Jumeaux, Toulouse                             | 24.600                                                        |
| 1938/39 | 30. April 1939 | Biarritz Olympique                                            | USA Perpignan                                                 | 6:0 n. V.                                                     | Stade des Ponts Jumeaux, Toulouse                             | 23.000                                                        |
| 1940–1942 keine Meisterschaft wegen des Zweiten Weltkriegs.                                                        |                |                                                               |                                                               |                                                               |                                                               |                                                               |
| 1942/43 | 21. März 1943  | Aviron Bayonnais                                              | SU Agen                                                       | 3:0                                                           | Parc des Princes, Paris                                       | 28.000                                                        |
| 1943/44 | 26. März 1944  | USA Perpignan                                                 | Aviron Bayonnais                                              | 20:5                                                          | Parc des Princes, Paris                                       | 35.000                                                        |
| 1944/45 | 7. April 1945  | SU Agen                                                       | FC Lourdes                                                    | 7:3                                                           | Parc des Princes, Paris                                       | 30.000                                                        |
| 1945/46 | 24. März 1946  | Section Paloise                                               | FC Lourdes                                                    | 11:0                                                          | Parc des Princes, Paris                                       | 30.000                                                        |
| 1946/47 | 13. April 1947 | Stade Toulousain                                              | SU Agen                                                       | 10:3                                                          | Stade des Ponts Jumeaux, Toulouse                             | 25.000                                                        |
| 1947/48 | 18. April 1948 | FC Lourdes                                                    | RC Toulon                                                     | 11:3                                                          | Stade des Ponts Jumeaux, Toulouse                             | 29.753                                                        |
| 1948/49 | 22. Mai 1949   | Castres Olympique                                             | Stade Montois                                                 | 14:3                                                          | Stade des Ponts Jumeaux, Toulouse                             | 23.000                                                        |
| 1949/50 | 16. April 1950 | Castres Olympique                                             | Racing Club de France                                         | 11:8                                                          | Stade des Ponts Jumeaux, Toulouse                             | 25.000                                                        |
| 1950/51 | 20. Mai 1951   | US Carmaux                                                    | Stadoceste Tarbais                                            | 14:12 n. V.                                                   | Stadium Municipal, Toulouse                                   | 39.450                                                        |
| 1951/52 | 4. Mai 1952    | FC Lourdes                                                    | USA Perpignan                                                 | 20:11                                                         | Stadium Municipal, Toulouse                                   | 32.500                                                        |
| 1952/53 | 17. Mai 1953   | FC Lourdes                                                    | Stade Montois                                                 | 21:16                                                         | Stadium Municipal, Toulouse                                   | 32.500                                                        |
| 1953/54 | 23. Mai 1954   | FC Grenoble                                                   | US Cognac                                                     | 5:3                                                           | Stadium Municipal, Toulouse                                   | 34.230                                                        |
| 1954/55 | 22. Juni 1955  | USA Perpignan                                                 | FC Lourdes                                                    | 11:6                                                          | Parc Lescure, Bordeaux                                        | 39.764                                                        |
| 1955/56 | 3. Juni 1956   | FC Lourdes                                                    | US Dax                                                        | 20:0                                                          | Stadium Municipal, Toulouse                                   | 38.426                                                        |
| 1956/57 | 26. Mai 1957   | FC Lourdes                                                    | Racing Club de France                                         | 16:13                                                         | Stade de Gerland, Lyon                                        | 30.000                                                        |
| 1957/58 | 18. Mai 1958   | FC Lourdes                                                    | SC Mazamet                                                    | 25:8                                                          | Stadium Municipal, Toulouse                                   | 37.164                                                        |
| 1958/59 | 24. Mai 1959   | Racing Club de France                                         | Stade Montois                                                 | 8:3                                                           | Parc Lescure, Bordeaux                                        | 31.098                                                        |
| 1959/60 | 22. Mai 1960   | FC Lourdes                                                    | AS Béziers                                                    | 14:11                                                         | Stadium Municipal, Toulouse                                   | 37.200                                                        |
| 1960/61 | 28. Mai 1961   | AS Béziers                                                    | US Dax                                                        | 6:3                                                           | Stade de Gerland, Lyon                                        | 35.000                                                        |
| 1961/62 | 27. Mai 1962   | SU Agen                                                       | AS Béziers                                                    | 14:11                                                         | Stadium Municipal, Toulouse                                   | 37.705                                                        |
| 1962/63 | 2. Juni 1963   | Stade Montois                                                 | US Dax                                                        | 9:6                                                           | Parc Lescure, Bordeaux                                        | 39.000                                                        |
| 1963/64 | 24. Mai 1964   | Section Paloise                                               | AS Béziers                                                    | 14:0                                                          | Stadium Municipal, Toulouse                                   | 27.797                                                        |
| 1964/65 | 23. Mai 1965   | SU Agen                                                       | CA Brive                                                      | 15:8                                                          | Stade de Gerland, Lyon                                        | 28.758                                                        |
| 1965/66 | 22. Mai 1966   | SU Agen                                                       | US Dax                                                        | 9:8                                                           | Stadium Municipal, Toulouse                                   | 28.803                                                        |
| 1966/67 | 28. Mai 1967   | US Montauban                                                  | CA Bordeaux-Bègles                                            | 11:3                                                          | Parc Lescure, Bordeaux                                        | 32.115                                                        |
| 1967/68 | 16. Juni 1968  | FC Lourdes                                                    | RC Toulon                                                     | 9:9 n. V.                                                     | Stadium Municipal, Toulouse                                   | 28.526                                                        |
| 1968/69 | 18. Mai 1969   | CA Bordeaux-Bègles                                            | Stade Toulousain                                              | 11:9                                                          | Stade de Gerland, Lyon                                        | 22.191                                                        |
| 1969/70 | 17. Mai 1970   | La Voulte Sportif                                             | AS Montferrand                                                | 3:0                                                           | Stadium Municipal, Toulouse                                   | 35.000                                                        |
| 1970/71 | 16. Mai 1971   | AS Béziers                                                    | RC Toulon                                                     | 15:9 n. V.                                                    | Parc Lescure, Bordeaux                                        | 27.737                                                        |
| 1971/72 | 21. Mai 1972   | AS Béziers                                                    | CA Brive                                                      | 9:0                                                           | Stade de Gerland, Lyon                                        | 31.161                                                        |
| 1972/73 | 20. Mai 1973   | Stadoceste Tarbais                                            | US Dax                                                        | 18:12                                                         | Stadium Municipal, Toulouse                                   | 26.952                                                        |
| 1973/74 | 12. Mai 1974   | AS Béziers                                                    | RC Narbonne                                                   | 16:14                                                         | Parc des Princes, Paris                                       | 40.609                                                        |
| 1974/75 | 18. Mai 1975   | AS Béziers                                                    | CA Brive                                                      | 13:12                                                         | Parc des Princes, Paris                                       | 39.991                                                        |
| 1975/76 | 23. Mai 1976   | SU Agen                                                       | AS Béziers                                                    | 13:10 n. V.                                                   | Parc des Princes, Paris                                       | 40.300                                                        |
| 1976/77 | 29. Mai 1977   | AS Béziers                                                    | USA Perpignan                                                 | 12:4                                                          | Parc des Princes, Paris                                       | 41.821                                                        |
| 1977/78 | 28. Mai 1978   | AS Béziers                                                    | AS Montferrand                                                | 31:9                                                          | Parc des Princes, Paris                                       | 42.004                                                        |
| 1978/79 | 27. Mai 1979   | RC Narbonne                                                   | Stade Bagnérais                                               | 10:0                                                          | Parc des Princes, Paris                                       | 41.981                                                        |
| 1979/80 | 25. Mai 1980   | AS Béziers                                                    | Stade Toulousain                                              | 10:6                                                          | Parc des Princes, Paris                                       | 43.350                                                        |
| 1980/81 | 23. Mai 1981   | AS Béziers                                                    | Stade Bagnérais                                               | 22:13                                                         | Parc des Princes, Paris                                       | 44.106                                                        |
| 1981/82 | 29. Mai 1982   | SU Agen                                                       | Aviron Bayonnais                                              | 18:9                                                          | Parc des Princes, Paris                                       | 41.165                                                        |
| 1982/83 | 28. Mai 1983   | AS Béziers                                                    | RRC Nice                                                      | 14:6                                                          | Parc des Princes, Paris                                       | 43.100                                                        |
| 1983/84 | 26. Mai 1984   | AS Béziers                                                    | SU Agen                                                       | 21:21 n. V.                                                   | Parc des Princes, Paris                                       | 44.076                                                        |
| 1984/85 | 24. Mai 1985   | Stade Toulousain                                              | RC Toulon                                                     | 36:22 n. V.                                                   | Parc des Princes, Paris                                       | 37.000                                                        |
| 1985/86 | 24. Mai 1986   | Stade Toulousain                                              | SU Agen                                                       | 16:6                                                          | Parc des Princes, Paris                                       | 45.145                                                        |
| 1986/87 | 22. Mai 1987   | RC Toulon                                                     | Racing Club de France                                         | 15:12                                                         | Parc des Princes, Paris                                       | 48.000                                                        |
| 1987/88 | 28. Mai 1988   | SU Agen                                                       | Stadoceste Tarbais                                            | 9:3                                                           | Parc des Princes, Paris                                       | 48.000                                                        |
| 1988/89 | 27. Mai 1989   | Stade Toulousain                                              | RC Toulon                                                     | 10:12                                                         | Parc des Princes, Paris                                       | 48.000                                                        |
| 1989/90 | 26. Mai 1990   | Racing Club de France                                         | SU Agen                                                       | 22:12 n. V.                                                   | Parc des Princes, Paris                                       | 45.069                                                        |
| 1990/91 | 1. Juni 1991   | CA Bordeaux-Bègles                                            | Stade Toulousain                                              | 19:10                                                         | Parc des Princes, Paris                                       | 48.000                                                        |
| 1991/92 | 6. Juni 1992   | RC Toulon                                                     | Biarritz Olympique                                            | 19:14                                                         | Parc des Princes, Paris                                       | 48.000                                                        |
| 1992/93 | 5. Juni 1993   | Castres Olympique                                             | FC Grenoble                                                   | 14:11                                                         | Parc des Princes, Paris                                       | 48.000                                                        |
| 1993/94 | 28. Mai 1994   | Stade Toulousain                                              | AS Montferrand                                                | 22:16                                                         | Parc des Princes, Paris                                       | 48.000                                                        |
| 1994/95 | 6. Mai 1995    | Stade Toulousain                                              | Castres Olympique                                             | 31:16                                                         | Parc des Princes, Paris                                       | 48.615                                                        |
| 1995/96 | 1. Juni 1996   | Stade Toulousain                                              | CA Brive                                                      | 20:13                                                         | Parc des Princes, Paris                                       | 48.162                                                        |
| 1996/97 | 31. Mai 1997   | Stade Toulousain                                              | CS Bourgoin-Jallieu                                           | 12:6                                                          | Parc des Princes, Paris                                       | 44.000                                                        |
| 1997/98 | 16. Mai 1998   | Stade Français Paris                                          | USA Perpignan                                                 | 34:7                                                          | Stade de France, Saint-Denis                                  | 78.000                                                        |
| 1998/99 | 29. Mai 1999   | Stade Toulousain                                              | AS Montferrand                                                | 15:11                                                         | Stade de France, Saint-Denis                                  | 78.000                                                        |
| 1999/2000 | 15. Juli 2000  | Stade Français Paris                                          | US Colomiers                                                  | 28:23                                                         | Stade de France, Saint-Denis                                  | 78.000                                                        |
| 2000/01 | 9. Juni 2001   | Stade Toulousain                                              | AS Montferrand                                                | 34:22                                                         | Stade de France, Saint-Denis                                  | 45.000                                                        |
| 2001/02 | 8. Juni 2002   | Biarritz Olympique                                            | SU Agen                                                       | 25:22 n. V.                                                   | Stade de France, Saint-Denis                                  | 78.457                                                        |
| 2002/03 | 7. Juni 2003   | Stade Français Paris                                          | Stade Toulousain                                              | 32:18                                                         | Stade de France, Saint-Denis                                  | 78.000                                                        |
| 2003/04 | 26. Juni 2004  | Stade Français Paris                                          | USA Perpignan                                                 | 38:20                                                         | Stade de France, Saint-Denis                                  | 79.722                                                        |
| 2004/05 | 11. Juni 2005  | Biarritz Olympique                                            | Stade Français Paris                                          | 37:34 n. V.                                                   | Stade de France, Saint-Denis                                  | 79.475                                                        |
| 2005/06 | 10. Juni 2006  | Biarritz Olympique                                            | Stade Toulousain                                              | 40:13                                                         | Stade de France, Saint-Denis                                  | 79.474                                                        |
| 2006/07 | 9. Juni 2007   | Stade Français                                                | ASM Clermont Auvergne                                         | 23:18                                                         | Stade de France, Saint-Denis                                  | 79.475                                                        |
| 2007/08 | 28. Juni 2008  | Stade Toulousain                                              | ASM Clermont Auvergne                                         | 26:20                                                         | Stade de France, Saint-Denis                                  | 79.793                                                        |
| 2008/09 | 6. Juni 2009   | USA Perpignan                                                 | ASM Clermont Auvergne                                         | 22:13                                                         | Stade de France, Saint-Denis                                  | 79.205                                                        |
| 2009/10 | 29. Mai 2010   | ASM Clermont Auvergne                                         | USA Perpignan                                                 | 19:6                                                          | Stade de France, Saint-Denis                                  | 79.869                                                        |
| 2010/11 | 4. Juni 2011   | Stade Toulousain                                              | Montpellier Hérault Rugby                                     | 15:10                                                         | Stade de France, Saint-Denis                                  | 77.000                                                        |
| 2011/12 | 9. Juni 2012   | Stade Toulousain                                              | RC Toulon                                                     | 18:12                                                         | Stade de France, Saint-Denis                                  | 79.612                                                        |
| 2012/13 | 1. Juni 2013   | Castres Olympique                                             | RC Toulon                                                     | 19:14                                                         | Stade de France, Saint-Denis                                  | 80.033                                                        |
| 2013/14 | 31. Mai 2014   | RC Toulon                                                     | Castres Olympique                                             | 18:10                                                         | Stade de France, Saint-Denis                                  | 80.174                                                        |
| 2014/15 | 13. Juni 2015  | Stade Français                                                | ASM Clermont Auvergne                                         | 12:6                                                          | Stade de France, Saint-Denis                                  | 79.000                                                        |
| 2015/16 | 24. Juni 2016  | Racing 92                                                     | RC Toulon                                                     | 29:21                                                         | Camp Nou, Barcelona                                           | 99.124                                                        |
| 2016/17 | 4. Juni 2017   | ASM Clermont Auvergne                                         | RC Toulon                                                     | 22:16                                                         | Stade de France, Saint-Denis                                  | 79.771                                                        |
| 2017/18 | 2. Juni 2018   | Castres Olympique                                             | Montpellier HR                                                | 29:13                                                         | Stade de France, Saint-Denis                                  | 78.441                                                        |
| 2018/19 | 15. Juni 2019  | Stade Toulousain                                              | ASM Clermont Auvergne                                         | 24:18                                                         | Stade de France, Saint-Denis                                  | 79.786                                                        |
| 2019/20 | 2020           | Saison wegen der COVID-19-Pandemie abgebrochen, kein Meister. | Saison wegen der COVID-19-Pandemie abgebrochen, kein Meister. | Saison wegen der COVID-19-Pandemie abgebrochen, kein Meister. | Saison wegen der COVID-19-Pandemie abgebrochen, kein Meister. | Saison wegen der COVID-19-Pandemie abgebrochen, kein Meister. |
| 2020/21 | 25. Juni 2021  | Stade Toulousain                                              | Stade Rochelais                                               | 18:8                                                          | Stade de France, Saint-Denis                                  | 14.000                                                        |
| 2021/22 | 24. Juni 2022  | Montpellier Hérault RC                                        | Castres Olympique                                             | 29:10                                                         | Stade de France, Saint-Denis                                  | 80.000                                                        |
| 2022/23 | 17. Juni 2023  | Stade Toulousain                                              | Stade Rochelais                                               | 29:26                                                         | Stade de France, Saint-Denis                                  | 79.804                                                        |
| 2023/24 | 28. Juni 2024  | Stade Toulousain                                              | Union Bordeaux Bègles                                         | 59:3                                                          | Stade Vélodrome, Marseille                                    | 66.760                                                        |
| 2024/25 | 28. Juni 2025  | Stade Toulousain                                              | Union Bordeaux Bègles                                         | 39:33                                                         | Stade de France, Saint-Denis                                  | 78.534                                                        |

1. ↑  Nur zwei Mannschaften beteiligten sich an der Meisterschaft.
2. ↑  Der Meistertitel wurde nach einer Runde jeder gegen jeden mit fünf Mannschaften vergeben. Stade Français wurde Erster mit 10 und Olympique de Paris Zweiter mit 8 Punkten.
3. ↑  Der Meistertitel wurde nach einer Runde jeder gegen jeden mit sechs Mannschaften vergeben. Stade Français wurde Erster mit 10 und Racing Zweiter mit 6 Punkten.
4. ↑  Zum ersten Mal überhaupt hatten Mannschaften von außerhalb Paris an der Meisterschaft teilgenommen.
5. ↑  Stade Bordelais gewann das Finale mit 3:0. Doch die USFSA, die den Wettbewerb organisierte, annullierte das Resultat und ordnete eine Wiederholung in Paris an, da Stade Bordelais drei nicht spielberechtigte Spieler eingesetzt hatte. Doch die Mannschaft aus Bordeaux verweigerte die Teilnahme, und Stade Français wurde zum Meister erklärt.
6. ↑  Hierbei handelt es sich um ein Wiederholungsspiel. Das erste Finale, ausgetragen am 26. April 1925 in Toulouse, endete 0:0 n. V.
7. ↑  Hierbei handelt es sich um ein Wiederholungsspiel. Das erste Finale, ausgetragen am 15. Mai 1949 am selben Ort, endete 3:3 n. V.
8. ↑   Wegen der Mai-Unruhen musste das Finale um drei Wochen verschoben werden. Am Ende der regulären Spielzeit stand es 6:6, nach Verlängerung 9:9. Der FC Lourdes wurde zum Meister erklärt, da er zwei Versuche erzielt hatte und Toulon gar keinen; darüber hinaus war es nicht mehr möglich, so spät ein drittes Finale anzusetzen, da die französische Nationalmannschaft kurz vor der Abreise zu einer Tour nach Neuseeland und Australien stand.
9. ↑  Béziers gewann mit 3:1 Torschüssen.

### Anzahl Meistertitel
- Stade Toulousain: 24
- Stade Français Paris: 14
- AS Béziers: 11
- SU Agen, FC Lourdes: 8
- Stade Bordelais, USA Perpignan: 7
- Racing Club de France: 6
- Biarritz Olympique, Castres Olympique: 4
- RC Toulon, Aviron Bayonnais, Section Paloise: 3
- CA Bordeaux-Bègles, Lyon Olympique Universitaire, RC Narbonne, ASM Clermont Auvergne: 2
- US Carmaux, FC Grenoble, La Voulte Sportif, FC Lyon, US Montauban, Stade Montois, Olympique de Paris, US Quillan, Stadoceste Tarbais, CS Vienne, Montpellier Hérault Rugby: 1